# Jorge Guillén (basket-ball)
Pour les articles homonymes, voir Jorge Guillén et Guillén.
Jorge Guillén, né le 13 janvier 1937 à Jerez de la Frontera en Espagne et mort le 16 octobre 2023 à Barcelone (Espagne), est un joueur de basket-ball espagnol.